# اسکار گارسیا (شمشیرباز)
اسکار گارسیا (اسپانیایی: Oscar García‎؛ زادهٔ ۲۳ دسامبر ۱۹۶۶) شمشیرباز اهل کوبا بود.
وی در مسابقات کشوری و بین‌المللی در مجموع برندهٔ ۱ مدال نقره، ۱ مدال برنز شده‌است.